# Vitex polygama
Vitex polygama là một loài thực vật có hoa trong họ Hoa môi. Loài này được Cham. miêu tả khoa học đầu tiên năm 1832.